# 代数的サイクル
数学では、代数多様体 V の上の代数的サイクル(algebraic cycle)とは、大まかには、V 上のホモロジー類(homology class)であり、V の部分多様体の線型結合により表されるものを言う。従って、V 上の代数的サイクルは、代数幾何学に直接関係する V の代数トポロジーである。1950年代から1960年代にかけて、いくつかの基本的な予想が提示され、代数的サイクルの研究が、一般的な多様体の代数幾何学の主要な対象のひとつとなった。
代数的サイクルの持つ難しさは、全く簡単なことであり、代数的サイクルの存在を予想することは容易であるが、それらを構成する今日の方法が不十分である。代数的サイクルの主な予想は、ホッジ予想やテイト予想を含んでいる。ヴェイユ予想の証明の研究から、アレクサンドル・グロタンディーク(Alexander Grothendieck)やエンリコ・ボンビエリは代数的サイクルの標準予想として現在知られていることを定式化した。
代数的サイクルは、代数的K-理論に密接に関連していることが示されている。
良く使われる交叉理論のためには、様々な代数的サイクルの同値関係(equivalence relations on algebraic cycles)が使われる。特に重要なことは、いわゆる有理的同値(rational equivalence)である。有理同値を無視してのサイクルは、次数付き環、周環(Chow ring)を形成し、積は交叉積により与えられる。さらに基本的な関係には、代数的同値(algebraic equivalence)、数値的同値(numerical equivalence)やホモロジカル同値(homological equivalence)がある。一部は予想に過ぎないが、これらはモチーフの理論への応用を持っている。

## 定義
代数多様体、あるいはスキーム X の代数的サイクルは、既約(irreducible)かつ被約な(reduced)閉部分スキーム(closed subscheme)の形式的線型結合 V = ∑ ni·Vi である。係数 ni は V の中での Vi の多重度である。最初は、係数は整数として取られるが、有理数の係数も広く使われる。
対応 
{既約かつ被約な閉部分スキーム V ⊂ X} ↭ {X の点}
（V は（ザリスキー位相に関して）生成点(generic point)へ写像され、逆に点は（被約な部分スキームをもつ）閉包へ写像され、）従って、代数的サイクルはまさに X の点の形式的な線型結合となる。
サイクルの群は自然に、サイクルの次元による次数をもつ群 Z*(X) を形成する。余次元による次数も有益で、群は通常 Z*(X) と書かれる。

## 平坦引き戻しと固有押し出し
代数的サイクルの群の共変な函手が存在する。f : X  → X' を多様体の射とする。
f がある定数の相対次元（つまり、全てのファイバーが同じ次元を持っている）で平坦(flat)であれば、任意の部分多様体 Y' ⊂ X' に対し、 
{\displaystyle f^{*}([Y'])=[f^{-1}(Y')]\,\!}
となる（平坦引き戻し(flat pullback)）。上の式は、仮定より、Y′ の同じ余次元を持つ。
逆に、f が固有(proper)であれば、X の部分多様体 Y に対し、固有押し出し(proper pushforward)は、
{\displaystyle f_{*}([Y])=n[f(Y)]\,\!}
と定義される。ここに n は函数体 [k(Y) : k(f(Y))] の次数とする。ただし、f の Y への制限が有限(finite)の場合であり、f が有限でない場合は n = 0 とする。
線型性により、これらの定義はアーベル群の準同型へ拡張でされる。
{\displaystyle f^{*}\colon Z^{k}(X')\to Z^{k}(X)} 　と {\displaystyle f_{*}\colon Z_{k}(X)\to Z_{k}(X')\,\!}
はアーベル群の準同型である（これは記法のおかげ）。環構造に関連する函手の議論については、周環(Chow ring)を参照。